# Anaspis rufitarsis
Anaspis rufitarsis is een keversoort uit de familie bloemspartelkevers (Scraptiidae). De wetenschappelijke naam van de soort is voor het eerst geldig gepubliceerd in 1854 door Lucas.